# Searx
Searx è un motore di metasearch gratuito, disponibile con licenza GNU Affero General Public License versione 3, con l'obiettivo di proteggere la privacy dei suoi utenti. A tal fine, searx non condivide gli indirizzi IP degli utenti o la cronologia delle ricerche con i motori di ricerca da cui raccoglie i risultati.
Sviluppato da Adam Tauber (alias asciimoo) è scritto in Python.